# Valerij Grigor'evič Korzun
Valerij Grigor'evič Korzun (in russo Валерий Григорьевич Корзун?; 5 marzo 1953) è un cosmonauta russo.
Ha partecipato alla missione Expedition 5 a bordo della Stazione spaziale internazionale dove ne ha assunto il comando. Ha raggiunto la stazione a bordo dello Space Shuttle nella missione STS-111 e ha fatto il suo ritorno a terra con STS-113. Precedentemente aveva volato su Sojuz TM-24